# Budmerice
Budmerice (prononciation slovaque : [ˈbudmɛrit͡sɛ], allemand : Pudmeritz, hongrois : Gidrafa [ˈɡidrɒfɒ]) est un village de Slovaquie situé dans la région de Bratislava.

## Histoire

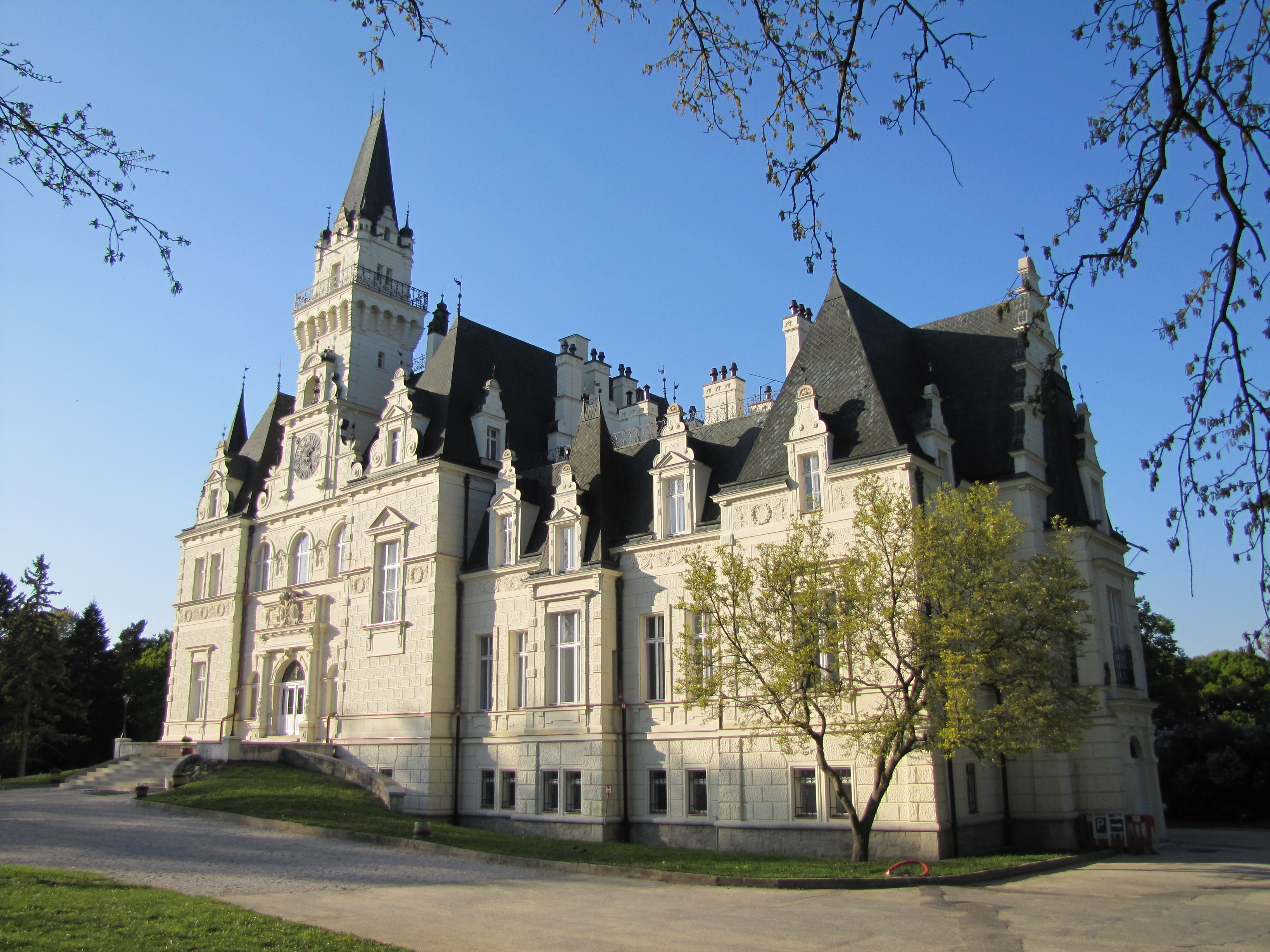
Le château de Budmerice

Première mention écrite du village en 1300.

## Géographie
Budmerice se situe à 12 km au nord-est de Pezinok et à 12 km à l’ouest de Trnava.

## Démographie

### Évolution de la population
| Année:               | 1994. | 2004.    | 2014.    | 2024.   |
| -------------------- | ----- | -------- | -------- | ------- |
| Nombre de personnes: | 1866  | 2095     | 2356     | 2494    |
| Différence:          |       | +12,27 % | +12,45 % | +5,85 % |

| Année:               | 2023. | 2024.   |
| -------------------- | ----- | ------- |
| Nombre de personnes: | 2483  | 2494    |
| Différence:          |       | +0,44 % |